# Ivan Močinić
Ivan Močinić (ur. 30 kwietnia 1993 w Rijece) – chorwacki piłkarz występujący na pozycji pomocnika w klubie Istra 1961. 

## Kariera klubowa
Močinić debiutował w barwach HNK Rijeka w październiku 2011 roku w meczu przeciwko Dinamo Zagrzeb. Swojego pierwszego gola w lidze zdobył w ostatniej kolejce sezonu 2011/2012 w starciu z NK Karlovac. Przez kolejne cztery sezony był podstawowym zawodnikiem Rijeki w efekcie czego zaliczył łącznie 112 występów ligowych, zdobywając 4 gole. 16 lipca 2016 roku został zawodnikiem Rapidu Wiedeń. Kontrakt podpisany został do 2020 roku, jednak ze względu na licznie kontuzje zawodnika, które przez długi czas wykluczały go z gry, kontrakt został rozwiązany latem 2019 roku. 19 sierpnia 2019 roku Istra 1961 ogłosiła podpisanie umowy z chorwackim zawodnikiem.

## Kariera reprezentacyjna
Znalazł się w kadrze Chorwacji na Mistrzostwa Świata 2014, jednak z uwagi na kontuzję na turniej nie pojechał. W kadrze zadebiutował 17 listopada 2015 roku w towarzyskim starciu z Rosją.